# Burg Klein-Ringelstein
Die Burg Klein-Ringelstein ist die Ruine einer Höhenburg auf dem 640 m hohen Petit Ringelsberg in den elsässischen Vogesen in Frankreich. Die Entstehung der Befestigung ist ungeklärt; sie wird dem Baubefund nach auf das 10. oder 11. Jahrhundert datiert. Sie ist älter als die benachbarte Burg Groß-Ringelstein, deren Vorgängerbau sie möglicherweise ist. Von den Bewohnern der Burg ist urkundlich ein Anselmus de Ringelstein aus dem Jahr 1137 genannt, welcher die Bewohner von Haslach geheilt haben soll.